# Richard Borcherds
Richard Ewen Borcherds (sinh 29 tháng 11 năm 1959) là một nhà toán học người Anh nghiên cứu về lý thuyết dàn, lý thuyết số, lý thuyết nhóm và đại số số chiều vô hạn. Ông được trao huy chương Fields năm 1998.